# Internationale Zeitschrift für Philosophie und Psychosomatik
Die Internationale Zeitschrift für Philosophie und Psychosomatik (IZPP) mit dem Nebentitel Erstes offenes E-Journal für fächerübergreifende Theoriebildung in Philosophie und Psychosomatik sowie ihren Grenzgebieten ist eine offen zugängliche Online-Zeitschrift. Sie wurde 2009 gegründet und ist die erste open-access-Fachzeitschrift für die Disziplin Psychosomatik.

## Inhaltliche Ausrichtung
Die in der IZPP publizierten Arbeiten orientieren sich an dem Ziel, das „Leib-Seele-Problem“ als interdisziplinär zu behandelnden Gegenstand im Grenzgebiet zwischen Geistes- und Naturwissenschaften zu bearbeiten. Damit steht sie vor allem solchen Autoren zur Verfügung, deren Beiträge sich mit den theoretischen und ideellen Grundlagen der Psychosomatik und der angewandten Philosophie widmen. Die Zeitschrift versteht sich zudem als Forum zum Austausch von akademisch und praktisch ausgerichteten Autoren und ist dementsprechend interdisziplinär offen angelegt.

## Erscheinungsweise
Die IZPP erschien zunächst regulär zweimal jährlich, seit 2022 einmal im Jahr. In jeder Ausgabe werden neben Arbeiten zu einem Themenschwerpunkt auch allgemeine Beiträge aus den Grenzgebieten von Philosophie, Psychosomatik und Psychotherapie veröffentlicht.